# Conditionnel
Le conditionnel est un terme apparu au  xvie siècle pour désigner une forme verbale du français. Cette appellation, bien que critiquée, s’est également fixée pour désignée une forme verbale commune à la plupart des langues romanes qui, bien qu’inexistante en latin, sert à l’expression du futur dans le passé et à l’expression de valeurs modales d’éventualité, d’information incertaine et d’atténuation. 
En dehors du cadre des langues romanes, le terme est donc parfois aussi employé pour désigner des formes verbales possédant les mêmes valeurs. Certaines langues disposent en effet de formes spécifiques pour exprimer ces valeurs, et peuvent être nommées langues à conditionnel, les autres langues signifient tout ou partie de ces valeurs par d’autres moyens. Le « conditionnel » reste néanmoins une dénomination en français d'une forme verbale des langues romanes. L'emprunter pour étudier d'autres langues nécessite des précautions. Les travaux anglo-saxons, par exemple, ne traitent pas d'un temps verbal conditionnel mais de la conditionnalité et des différentes formes de son expression. 

## Langues à conditionnel et langues sans conditionnel
L'existence d'un même marqueur de la valeur temporelle de futur dans le passé et de valeurs modales, est un trait définitoire des conditionnels des langues romanes, à l'exception notable du roumain. On la retrouve cependant dans d’autres langues : notamment les créoles, les langues germaniques, le chinois, le thaï et le vietnamien.

## Langues romanes
Le conditionnel n'existe pas en latin. Dans les langues romanes, il est issu d'une périphrase verbale « infinitif + habēre (« avoir ») ». Cette périphrase apparaît en bas latin au début du iiie siècle, où elle s'observe chez les écrivains et théologiens chrétiens, à partir de Tertullien.
On peut distinguer trois type de formation du conditionnel dans les langues romanes : dans certaines langues, en particulier le florentin et le siennois, et par conséquent, l'italien littéraire, la désinence du conditionnel est issue du verbe habere conjugué au parfait. Certaines langues utilisent un système mixte de désinences, issues tantôt de l'imparfait et du parfait. Enfin, certaines langues, en particulier l'intégralité des langues romanes de France et d'Espagne, utilisent des désinences issues de l'imparfait.

### Français
En français, le conditionnel, ou formes en « -rais », est un temps de l'indicatif. Bien que la tradition le reconnaisse comme un mode à part entière, cette approche est désormais minoritaire chez les grammairiens.
Sur le plan morphologique, on distingue deux formes du conditionnel :
- une forme simple, appelée « conditionnel présent » : il chanterait ;

- une forme composée, appelée « conditionnel passé » : il aurait chanté[5].

Le conditionnel présent se forme forme sur la base du futur simple, et au moyen de sa désinence -r-, [ʁ], suivie des désinences de l'imparfait : -ais /ɛ/, -ait /ɛ/, -ions /jɔ̃/, -iez /je/, -aient /ɛ/,. Le conditionnel passé se forme à partir de l’auxiliaire être ou avoir conjugué au conditionnel présent auquel on ajoute le participe passé.
Le conditionnel connaît une valeur temporelle : il peut exprimer un futur vu à partir d'un moment du passé, ce qui lui vaut parfois le nom de futur dans le passé. Il peut également avoir des valeurs modales : expression de l'hypothèse, du potentiel et de l'irréel, d'une demande ou d'un conseil atténué.

## Langues germaniques
Le conditionnel dans les langues germaniques a une origine parallèle à celle du conditionnel dans les langues romanes. De même que la langue romane a formé son futur et son conditionnel à partir de l’auxiliaire habēre, le gotique a formé ces formes verbales avec l'auxiliaire haban « avoir ».
Contrairement à une certaine stabilité du choix de l’auxiliaire entre le latin et les langues romanes, le germanique a abandonné l’auxiliaire haban au profit de skulan « devoir » pour le vieil-anglais et de wairþan « devenir » pour le vieux-haut-allemand, ces deux auxiliaires existant déjà en gotique.

### Anglais
L'existence d'un « conditionnel » en anglais fait débat. En anglais, il n’y a pas eu de processus de grammaticalisation de la périphrase would + V aboutissant à la création d’une forme synthétique dédiée,.

## Le conditionnel dans d'autres langues
Conjugaison du verbe chanter au conditionnel présent en français et dans quelques autres langues européennes :
| Français Conditionnel présent chanter | Italien Condizionale presente cantare | Espagnol Condicional presente cantar | Portugais Condicional simples cantar | Roumain Condițional prezent a cânta | Anglais Conditional present to sing | Allemand Konjunktiv Präsens singen |
| ------------------------------------- | ------------------------------------- | ------------------------------------ | ------------------------------------ | ----------------------------------- | ----------------------------------- | ---------------------------------- |
| je chanterais                         | io canterei                           | yo cantaría                          | eu cantaria                          | eu aș cânta                         | I would sing                        | ich sänge / würde singen           |
| tu chanterais                         | tu canteresti                         | tú cantarías                         | tu cantarias                         | tu ai cânta                         | you would sing                      | du sängest / würdest singen        |
| il/elle chanterait                    | egli/ella canterebbe                  | él/ella cantaría                     | ele/ela/você cantaria                | el/ea ar cânta                      | he/she/it would sing                | er/sie/es sänge / würde singen     |
| nous chanterions                      | noi canteremmo                        | nosotros cantaríamos                 | nós cantaríamos                      | noi am cânta                        | we would sing                       | wir sängen / würden singen         |
| vous chanteriez                       | voi cantereste                        | vosotros cantaríais                  | vós cantaríeis                       | voi ați cânta                       | you would sing                      | ihr sänget / würdet singen         |
| ils/elles chanteraient                | essi/esse canterebbero                | ellos/ellas cantarían                | eles/elas/vocês cantariam            | ei/ele ar cânta                     | they would sing                     | sie/Sie(*) sängen / würden singen  |

(*) En allemand, le pronom personnel "sie" correspond à "ils" ou "elles" en français, alors que "Sie" correspond à la forme de politesse.
En russe, le conditionnel présent se forme à partir du temps passé auquel on adjoint la particule бы :
- Я пел бы (ja pjel by, masculin) / Я пела бы (ja pjela by, féminin) : « je chanterais ».

En espéranto, le conditionnel se forme par la terminaison -us pour tous les verbes et toutes les personnes.